# قضاء صنعاء
قضاء صنعاء أحد أقضية اليمن، وكان يتبع لواء صنعاء في العهد العثماني، وأستمر العمل بهذا التقسيم الإداري في المملكة المتوكلية اليمنية التي تأسست في 1918 حيث كان اللواء هو التقسيم الرئيسي ويندرج تحته عدد من الأقضية، ويشمل كل قضاء عدة مخاليف ودمجت المخاليف في عهد المملكة المتوكلية اليمنية في تقسيم جديد عرف بالنواحي، وأستمر العمل بهذا التقسيم الأداري حتى بعد قيام ثورة 26 سبتمبر وقيام الجمهورية العربية اليمنية مع بعض التعديلات بين الحين والآخر.

## مكونات القضاء
شمل القضاء إلى جانب مدينة صنعاء مركز ولاية اليمن ككل ومقر الإدارة العثمانية لليمن عدة نواحي والتي تبعت كل ناحية فيه عدد من القرى.

### مدينة صنعاء
قُسمت مدينة صنعاء إلى ثلاثة أجزاء رئيسية هي: صنعاء المدينة، المتوكل، (بئر العزب وقاع اليهود).

### النواحي
من نواحي قضاء صنعاء في فترة من الفترات: بلاد البستان، بلادالروس وبني بهلول وبني الحارث وبني حشيش وهمدان وسنحان وأرحب وخولان والحداء ونهم وبلاد سبأ وبني حبير.